# Helsingborgsregattan
Helsingborgsregattan räknas som den första internationella regattan i Norden.
Datum: 12-14 juli 1868
Arrangör: Svenska SegelSällskapet
Innehåll: rodd, segling men även hästkapplöpningar
Deltagande lag: från Danmark: Roforeningen Kvik, Handels- og Kontorist-Foreningens Kaproningsselskab, Medicinernes Roforening.